# Saverio Capris di Cigliero
Francesco Saverio Capris di Cigliero (1800 – 1843) è stato un imprenditore italiano.

Saggio sullo stabilimento, 1830 (Fondazione Mansutti, Milano).

Esponente della nobiltà piemontese, fu il primo presidente del consiglio di amministrazione della compagnia assicuratrice Reale Mutua. Nel 1830 fu autore del Saggio sullo stabilimento d'una cassa d'assicurazione mutua contro i danni cagionati dalla grandine. L'opera illustra la normativa utile a chi vuole stabilire una compagnia di assicurazione contro la grandine. Il testo serviva a favorire la richiesta di apertura per una nuova società di questo tipo, esposta al Regio Consiglio, che fu rifiutata preferendo il progetto del conte Piola. Il volume affronta il problema delle tariffe dei premi in relazione alla probabilità di un evento dannoso, dell'entità del possibile danno, delle spese di gestione.